# スウィニー薬局
- スウィニー薬局
- スウィーニー薬局
- スウィニーズ薬局
- スウィーニーズ薬局

スウィニー薬局（スウィニーやっきょく、英語: Sweny's Pharmacyあるいは英語: F. W. Sweny & Co. Ltd.）は、アイルランドのダブリンにあるヴィクトリア朝時代から営業していた薬局であり、ジェイムズ・ジョイスの1922年の小説『ユリシーズ』に登場することで非常によく知られている。現在は薬局としては営業しておらず、ボランティアにより歴史的建造物として保存されており、ダブリン中に点在する多数のジョイス関連ランドマークのひとつである。文学に関心のある観光客が訪れる観光地となっており、とくに6月16日にはブルームの日を祝うためジョイスのファンが多数訪れる。

## 『ユリシーズ』の舞台として
『ユリシーズ』は1904年6月16日のダブリンを描いた物語である。著者で1904年当時ダブリンに住んでいたジェイムズ・ジョイスはこの薬局のことをよく知っていて、行ったこともあったと考えられている。スウィニー薬局のすぐ側で未来の妻ノラ・バーナクルにデートをすっぽかされたこともあった。

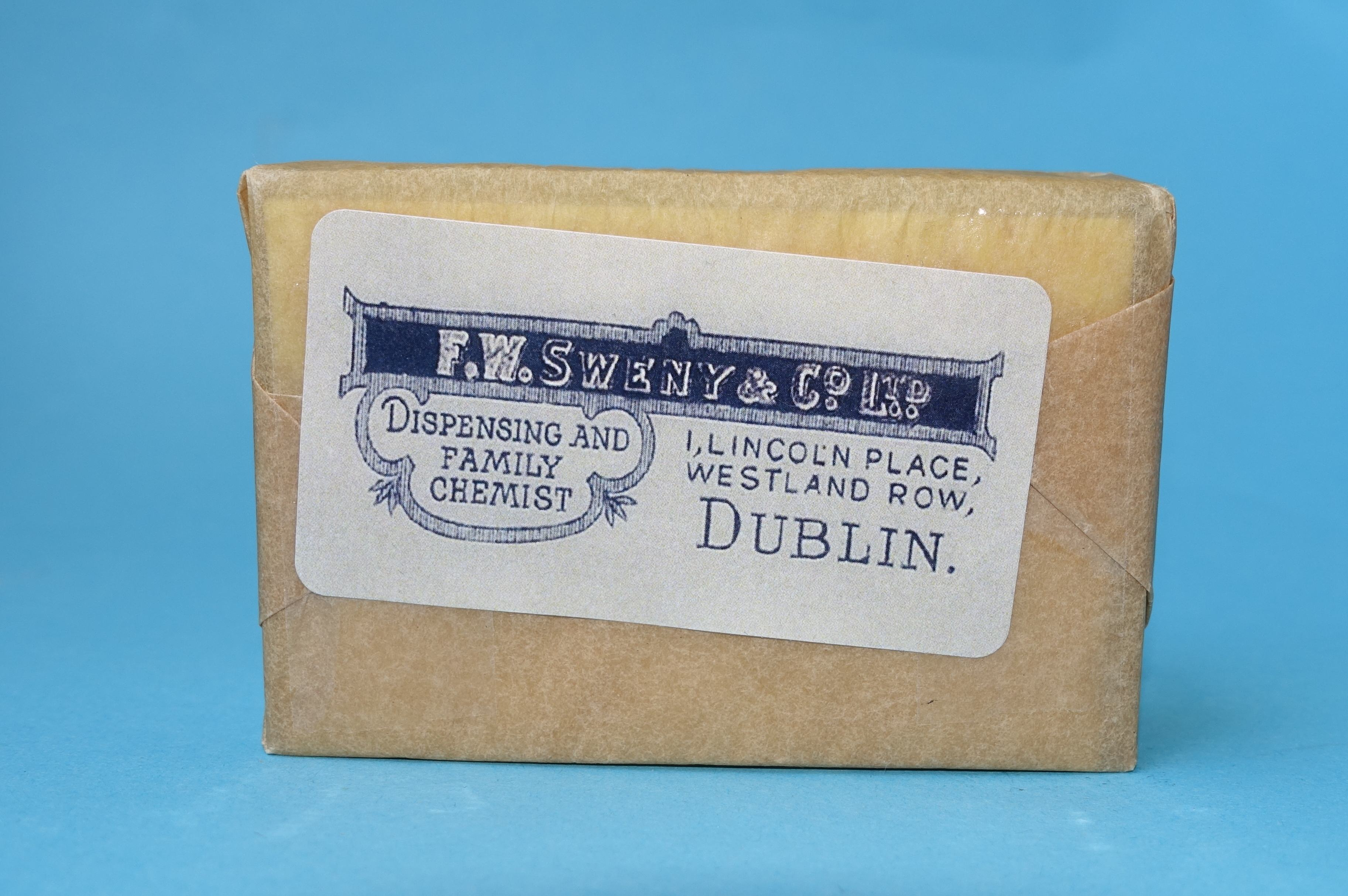
スウィニーのレモン石鹸

1922年に刊行された『ユリシーズ』の「食蓮人たち」挿話の中で、1904年6月16日に主人公のレオポルド・ブルームがフレデリック・ウィリアム・スウィニーが営むこの薬局を訪れ、妻モリーに処方されたローションが出てくるのを待ちながらレモン石鹸を購入したことになっている。ブルームはこの石鹸を1日持ち歩くことになる。処方や当時の薬局の様子が非常に詳しく描写されている。
『ユリシーズ』に登場したため、スウィニー薬局はジェイムズ・ジョイス関連の史跡としてよく知られるようになった。

## 来歴
リンカーン・プレイス1番地に1847年に総合診療医の診察所として開館した後、建物が薬局を含む形に変更され、1853年に薬剤師のフレデリック・ウィリアム・スウィニーが引き継いで調剤薬局 "F.W. Sweny and Co (Limited)" として営業するようになった。薬局を営んでいたスウィニー一家は付属する家に住んでいた。全国建築遺産目録 (National Inventory of Architectural Heritage) によると、1862年からは「医学博士、総合診療医、男性助産師マーク・スウィニー」がここで開業していた。 
19世紀にはリンカーン・プレイスにトルコ風呂や眼科医院などたくさんの医療関連施設があった。スウィニー薬局はこうした施設に石鹸などを提供していたと考えられる。 
2009年に廃業し、それ以降はボランティアによってジェイムズ・ジョイス関連の歴史的建造物として維持されるようになった。廃業以降はPJ・マーフィが運営責任者をつとめている。『ユリシーズ』に登場するレモン石鹸は土産物として販売が続けられている。関連する古書なども販売している。『フィネガンズ・ウェイク』の読書会などの文学イベントも行われている。『ユリシーズ』の記念日であるブルームの日には例年さまざまな催しが行われ、ジョイスのファンで賑わう。 
フランス大統領のエマニュエル・マクロンは2021年8月にスウィニー薬局を訪問した。